# 朴順天
朴 順天（パク・スンチョン、朝鮮語: 박순천、1898年9月10日 - 1983年1月9日）は、第一共和国・第二共和国・第三共和国時代の韓国における女性政治家である。最大野党の党首も務めるなど韓国における女性政治家の草分け的存在として知られている。本貫は密陽朴氏、本名は朴命蓮（パク・ミョンニョン、박명련）。
夫は元成均館大学校総長の卞熙瑢、2人は1924年に結婚した。

## 人物像

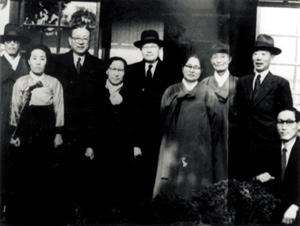
右から4人目の人物が朴順天。左から3人目の人物は張勉（1955年11月撮影）

慶尚南道東莱郡（現・釜山広域市機張郡）の両班の家に生まれた。1917年に釜山の女学校を卒業後、馬山の義信女学校に教師として赴任した。在職中の1919年に発生した三・一独立運動に参加して逮捕され、「順天宅」の偽名を使い逃避生活を続けた。その後、妓女になりすまして日本内地に渡り、東京吉岡女子医学専門学校に入ったが、保安法違反の疑いで捕まえられ、馬山監獄で1年6ヶ月間服役した。出獄後にまた内地に留学に行き、日本女子大学で勉学に励んだ。東京で同じく留学生の卞熙瑢と結婚し、同校在学中に男児を出産した。1923年初夏、麹町の教会で開かれた女子留学生の会合に山川菊栄を招き、黄信徳らとともに交流している。1926年に同校を卒業した。朝鮮に帰った後、慶尚北道高霊郡に住んで農村啓蒙運動に専念したが、のちに京城に上がって朝鮮工芸株式会社金剛電球工場の女工監として勤労現場にいた。1937年には黄信徳と京城家庭女塾を設立し、副校長として働いた。なお、戦中は女子生徒を「挺身隊」に送り出したため、戦後に親日派疑惑が提起された。
1945年8月、日本敗戦による植民地支配からの解放後、モスクワ三国外相会議の決定に不服し、信託統治反対運動にかかわり、建国婦女同盟副委員長、独立促成愛国婦人会（後に大韓婦人会）副会長、大韓婦人会会長、国民会中央総本部副委員長、大韓女子青年団団長、学校法人秋渓学園理事、「婦人新聞」社長を歴任し、1950年5月に行われた総選挙に出馬して初当選した。当初は李承晩大統領と行動をともにしていたが、四捨五入改憲（三選改憲）事件以降は袂を分かち、与党自由党の腐敗政治に反対する闘争を行なうようになった。1955年、申翼煕や尹潽善、張勉、趙炳玉などと共に民主党の結成に参加した。
以後、1958年、1960年の総選挙で当選を重ねたが、1961年の5・16軍事クーデターで成立した軍事政権によって1963年まで政治活動を禁止された。1963年2月に政治活動が解禁されると再建された民主党の総裁に就任、1965年に民政党と民主党が合同して結成された民衆党の党大会で、尹潽善を抑えて代表最高委員（党首）に就任した。1967年に結成された新民党では顧問に就任している。この間、通算で5回当選（1950年・58年・60年・63年・67年）しており、2012年4月の第19代総選挙で朴槿恵（後の韓国大統領）が5選を果たすまで、韓国における女性政治家で5選議員は彼女が唯一であった。
1972年に政界を引退後、京畿道安養の槿明学校理事長に就任。陸英修追悼記念事業会理事長や国政諮問委員など要職を歴任した。
国会で男性議員から「雌鶏うたえば家滅ぶ」と言われた時、即座に反論した。また、女性のための立法活動も行い、当時は男性議員の反対を払い除け、女性労働者の生理休暇や60日の産後休暇などを保障するという内容の「朴順天法」を作った。

## 略歴
- 1898年 慶尚南道の両班の家に生まれる
- 1917年 釜山イルシン女学校（現・東莱女子高等学校の前身）卒業。馬山義信女学校教師。
- 1919年 三・一独立運動に参加し、逮捕され一年間服役
- 1950年
  - 5月30日 - 第2代総選挙、大韓婦人会から出馬し、当選（ソウル特別市鍾路区甲）
- 1954年
  - 5月20日 - 第3代総選挙、無所属で出馬したが、落選（ソウル特別市鍾路区甲）[9]。
- 1958年
  - 5月2日 - 第4代総選挙、民主党から出馬し、当選（慶尚南道釜山市[10]東区甲）
- 1960年
  - 7月29日 - 第5代総選挙、民主党から出馬し、当選（慶尚南道釜山市東区甲）
- 1961年
  - 5月 - 5・16軍事クーデター、軍事政権（国家再建最高会議）の布告により政治活動を禁止される（1963年まで）
- 1963年
  - 7月18日 - 党大会で、再結成された民主党の党総裁に就任
  - 11月26日 - 第6代総選挙、当選（ソウル特別市麻浦区）
- 1965年
  - 6月14日 - 民衆党大会で尹潽善を513票対460票差で下し、代表最高委員に就任
- 1967年
  - 2月7日 - 民衆党と新韓党が統合して「新民党」が結成される。同党顧問に就任。
  - 6月8日 - 第7代総選挙、新民党から出馬し、当選（全国区）
- 1972年
  - 槿明学校（京畿道安陽）理事長に就任。
- 1983年
  - 1月9日 - 死去
- 他に大韓女性青年団団長、婦人新聞社社長、韓国女学士協会副会長を歴任した[1]。